# Stanford Encyclopedia of Philosophy
Die Stanford Encyclopedia of Philosophy (SEP) wurde 1995 als dynamisches Nachschlagewerk (englisch dynamic reference work) begründet. Die SEP gilt als eines der besten frei zugänglichen philosophischen Lexika im Internet und erfreut sich, ausgehend von den Zugriffsstatistiken und den verschiedenen Besprechungen, großer Beliebtheit. Allerdings ist sie noch nicht abgeschlossen. Hauptherausgeber ist Edward N. Zalta von der Universität Stanford; er wird von einem Stab von Fachwissenschaftlern unterstützt (für den Bereich Platon ist beispielsweise Richard Kraut verantwortlich, der The Cambridge Companion to Plato herausgegeben hat). Alle Einträge, sowohl zu Personen als auch zu Fachtermini, werden von Fachwissenschaftlern erstellt und von den Herausgebern gegengeprüft (Peer-Review).
Die Zahl der verfügbaren Artikel lag im Herbst 1999 bei etwa 100 Artikeln, Ende November 2003 bei knapp 500 und im September 2006 bei 766. Im Juli 2015 waren es 1478 Artikel. Inhaltlich stehen viele Artikel der SEP in anglo-amerikanischer, analytischer Tradition.
Das Besondere ist, dass die Einträge der SEP immer wieder aktualisiert und ergänzt werden. Die Finanzierung der SEP stützt sich auf einen Fonds, der mit verschiedenen Bibliotheksverbänden wie der International Coalition of Library Consortia (ICOLC) und der Scholarly Publishing and Academic Resources Coalition (SPARC) ins Leben gerufen wurde, auf Unterstützung des National Endowment for the Humanities und der National Science Foundation sowie auf Spenden Freiwilliger.